# チタン
チタン（IUPAC 名: titanium, 元素記号: Ti）は、原子番号22の元素。第4族元素で遷移元素のひとつ。
英語名は IUPAC 名と同じ titanium、日本語名の「チタン」はドイツ語名 Titan から来ている。中国語の漢字表記は「鈦」。

## 名称
1791年、イギリス帝国の聖職者ウィリアム・グレゴールが「メナカイト (menachite)」と名付けた。発見地のメナカン谷にちなむ。
1795年、プロイセン王国のマルティン・ハインリヒ・クラプロートが「チタン」と名付けた。ギリシア神話における地球最初の子、ティーターンにちなむ。

## 特徴
- 金属光沢を持つ。性質は化学的・物理的にジルコニウムに近い。[3]酸化物である酸化チタン(IV)は非常に安定な化合物で、白色顔料として利用され、また光触媒としての性質を持つ。この性質が貴金属に匹敵する金属チタンの耐食性や安定性をもたらしている（水溶液中の実際的安定順位は、ロジウム、ニオブ、タンタル、金、イリジウム、白金に次ぐ7番目。銀、銅より優れる）。

チタンは、酸化物が非常に安定で侵されにくく、空気中では空気に触れる表面が強力な酸化物（不動態酸化皮膜）で覆われる不動態となり、白金や金などの貴金属とほぼ同等の強い耐食性を持つ。一方、高温・高濃度の強アルカリに対しては、ニッケルやステンレスよりも大きな腐食速度を示すケースがあると報告されている。
常温では酸や食塩水（海水）などに対し高い耐食性を示し、少量の湿気が存在する場合は塩素系ガスとも反応しない。そのため純チタンはやや接着性に劣るが、逆に表面の汚れやごみなどの付着物を容易に取り除ける。一方、高温ではさまざまな元素と反応しやすくなるため、鋳造・溶接には酸素・窒素を遮断する大がかりな設備が必要であり、この点が製造の難しさのひとつの起因となっている。炭素・窒素とも反応してそれぞれ炭化物・窒化物を作り、これらは超硬合金の添加物としてしばしば利用される。
特に純度の高いチタンは無酸素空間においての塑性に優れ、鋼と似た色合いの銀灰色光沢を持つ。チタンは鋼鉄以上の強度を持つ一方、質量は鋼鉄の約55 %と非常に軽い。チタンはアルミニウムと比較して、約60 %重いものの、約2倍の強度を持つ。これらの特性により、チタンはアルミよりも金属疲労が起こりにくいが、工具鋼などの鉄鋼材料には劣る。

## 性質
外観は銀灰色を呈する金属元素であり、比重は4.5。融点は1668 °C、沸点は3285 °C（3287 °Cの報告もあり）であり、遷移金属としては平均的な値である。常温常圧で安定な結晶として六方最密充填構造を持つが、880 °C以上で体心立方構造に転移する。純粋なものは耐食性が高く、展性・延性に富み、引張強度が大きい（硬くかつ粘り強い）。空気中では常温で酸化被膜を作り内部が保護される。フッ化水素酸には徐々に溶けフルオロ錯体 (TiF62−) を生成し、加熱下の塩酸に溶けて青紫色の3価のイオン (Ti3+) を生成する。アルカリ水溶液とはほとんど反応しない。
150 °C以上でハロゲンと、700 °C以上で水素・酸素・窒素・炭素と反応する。安定な酸化数は+IIIまたは+IVである。磁石にわずかに引きつけられるほどの弱い常磁性や、きわめて低い電気伝導性・熱伝導性を持っている。
チタンには2つの同素体(α、β)があり、転移点は880 °C、結晶構造はそれぞれ六方最密充填構造と体心立方格子である。

## 用途
金属チタンは強度・軽さ・耐食性・耐熱性・環境性能・色彩などを備え、さまざまな分野で活用されている。しかし、金属チタン（チタン合金）は比切削抵抗が高く熱伝導率が低いため、製錬・加工が難しく、費用もかかるため大量には使われていない。
化合物では酸化チタン(IV)が安価な白色顔料として広く用いられ、日常でも接する機会が多い。

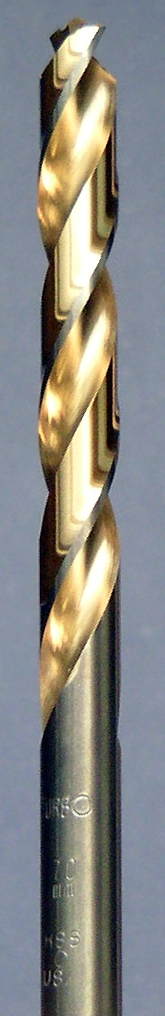
窒化チタンでコーティングされたドリルの刃
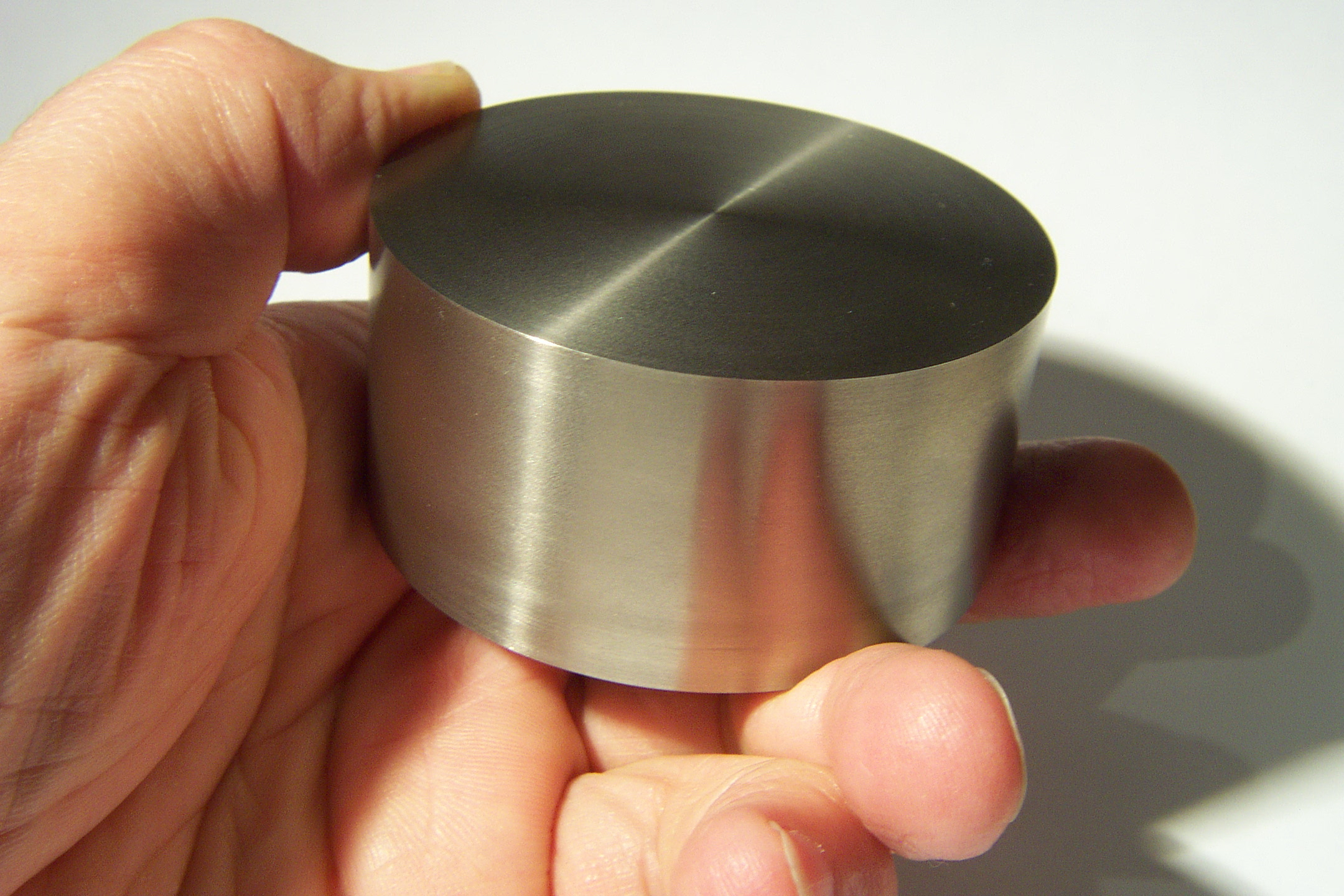
チタンの円柱材
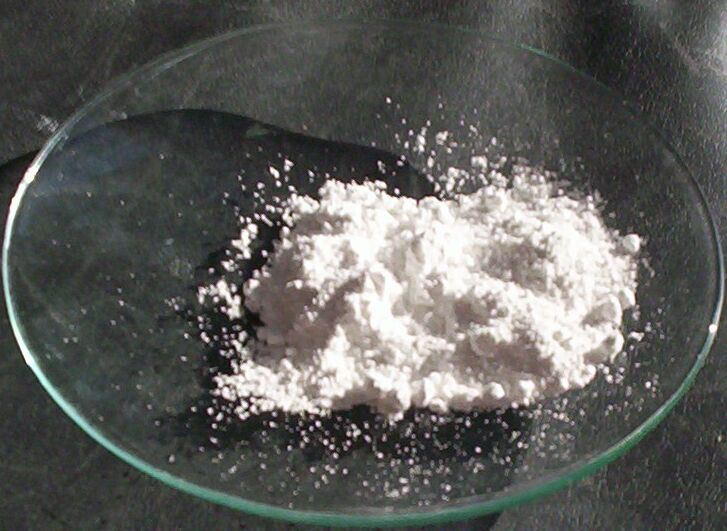
二酸化チタン粉末（最も広く使用されているチタン化合物）
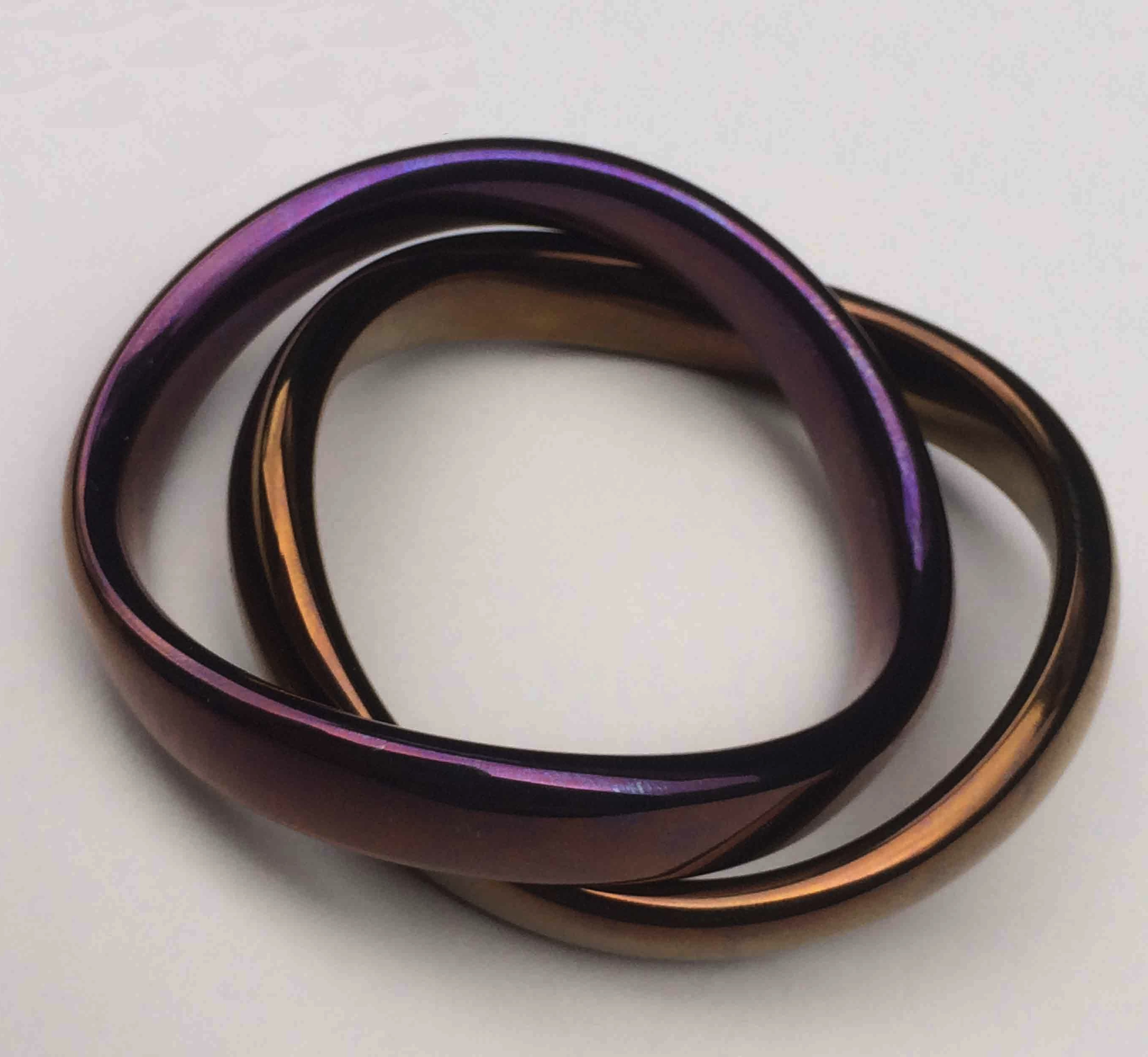
チタン製指輪（酸化皮膜技術で色彩を制御）

### 金属素材
チタンあるいはチタン合金は、一般の合金鋼と同等の強度を持ち、鉄よりも軽く、ステンレス鋼・アルミニウムよりも圧倒的に耐食性に優れており、500 °Cの高温でも有効な強度を保てる耐熱性といった性質から、航空機や潜水艦、自転車、ゴルフクラブなどの競技用機器、化学プラント、生体インプラントの材料、建築屋根材、打楽器など多岐にわたって使用されるほか、合金鋼との脱酸剤や、ステンレス鋼において、炭素含有量を減少させる目的などにも使用される。
本格的な実用化は、1950年代の軍用ジェット機からであり、人類が実用化し始めてから時間が経過しておらず、人類にとって比較的若い金属である。
金属チタンの加工はかなり難しく、これは鉄鋼材料には備わっている熱処理による強度増幅能力がチタンにはわずかにしか備わっていないためである。金属チタン製の部品は高価なため、その用途は耐食性・耐熱性・軽量化と強度のバランスを考慮した狭い領域に限られるが、腕時計や眼鏡フレームの装用品には、広く使用されている。
1952年に、生体親和性（生体不活性とは異なる）が非常に高く骨と結合する（オッセオインテグレーション）ことが発見されると、デンタルインプラントのフィクスチャー（インプラント体）のほとんどが、チタンを使用するようになった。拒絶反応や金属アレルギーを防ぐため、グロー放電でクリーニングしたり、純度の高いチタンが使用される。また、人工関節・人工骨といった、整形外科分野でも利用されている。
合金の組成例
- Ti-3Al-2.5V
- Ti-6Al-4V
- Ti-6Al-7Nb

### 航空宇宙用途・海洋用途

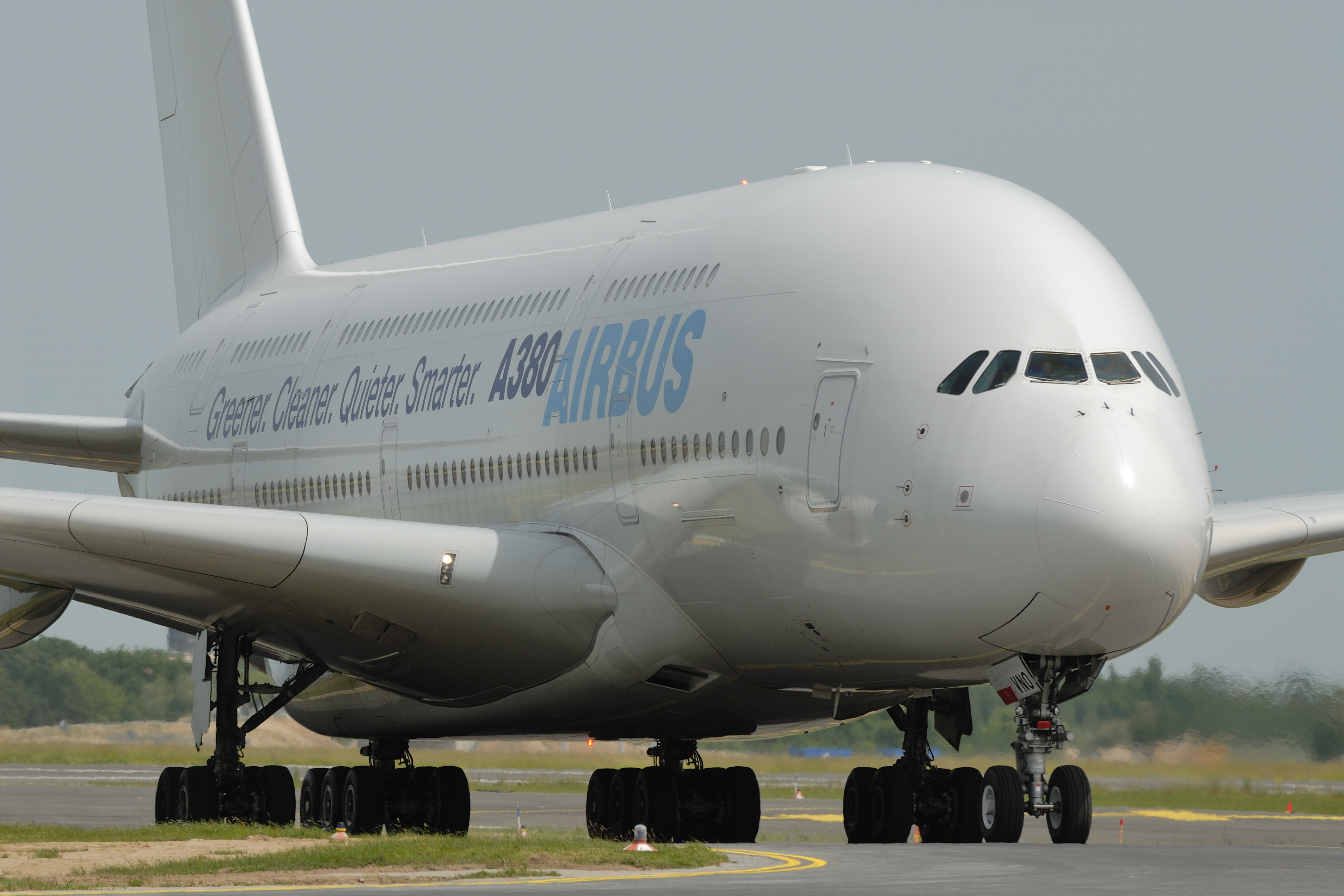
Airbus A380

チタンの持つ優れた耐食性・疲労特性などより、航空機・装甲・軍艦・宇宙船・ミサイルなどに使用されている。重要な構造物には、アルミニウム・ジルコニウム・ニッケル・バナジウムなどの他元素との合金が使用されることが多い。
航空機では、熱環境に応じて他素材と使い分けられる傾向にある。耐熱性・強度を優先すると、チタン合金は1000 °Cを超える耐熱性を持たないため、ジェットエンジンのホットセクションには使われない。金属チタンは500 °C以下の部分で、ニッケル超合金よりも軽量化できるノズルなどに使われる。その他のより低温な機体構造には、より安価で軽量化できるアルミニウム合金を多用する。低温部でも鉄鋼よりも軽量化できることから、降着装置に用いた例もある。
旅客機の使用原単位の事例では、ボーイング777では59トン、747で45トン、737で18トン、エアバスA340で32トン、A330で18トン、A320で12トン、A380で77トンが使用されている。とりわけエアバスA380では、ジェットエンジンだけで11トン使用されている。

#### エールフランス66便エンジン爆発事故
エアバスA380-861の第4エンジン爆発事故は2017年9月30日にグリーンランド上空で起こった。エールフランス66便で、エンジンはロールス・ロイス製トレント970である。ファンハブが想定寿命の1/4で破損した。原因はチタン合金の室温保持疲労 (Cold dwell fatigue) によるマクロゾーンの発生だった。目視点検で確認できる種類の疲労ではなかった。
本格的にチタンを構造材に採用した最初の例は、世界最初の実用超音速戦闘機でもあるF-100であり、1953 - 54年にかけてのアメリカ合衆国のチタン生産量の80 %が本機に使われた。ほか、ロッキードA-12、戦略偵察機SR-71などがある。特に機体重量においてチタン合金の使用割合がもっとも多いのは、1950年代に開発開始された戦略偵察機SR-71の93 %であり、加工の難しさから歩留まりは10 %程度だったとも言われているが、少量生産機ゆえに可能だったといえる。
量産機では、F-15が25.8 %にチタンを用いているが、当時としてはかなり高価な機体であった。その後は複合材料の発達により、強度・軽量を求められる部位への使用量は減っており、潤沢な製造原価を充てられる軍用機といえども、使用割合は下がっている。
チタンは海水に耐える優れた耐食性から、プロペラシャフトなどの海洋での利用事例もある。ロシア海軍のシエラ型原子力潜水艦が船体にチタン合金を用いているが後継のアクラ型原子力潜水艦は潜水艦では一般的な吸音ゴム、ヤーセン型原子力潜水艦はステルス艦同様のコーティング材を用いている。

### 工業設備・工業資材
優れた耐食性から、チタン合金製の溶接管・熱交換器・タンク・反応容器・バルブなどの製品が、化学プラント・石油精製プラントに適用されている。ほか、製紙業の製造プロセスにも使用されている。

### 建材

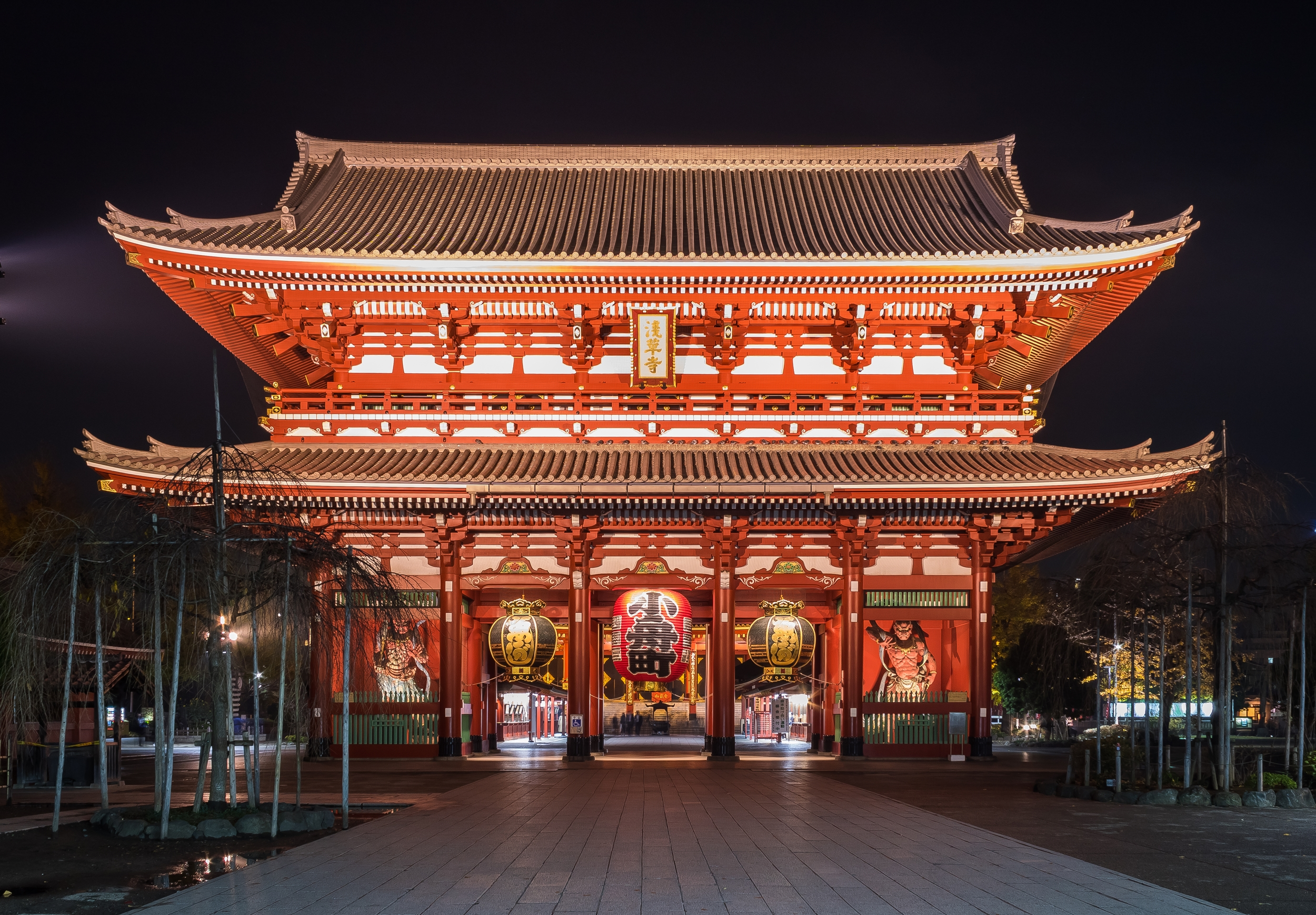
チタン採用事例（浅草寺宝蔵門）（（2）軽量性能（4）意匠性：瓦のチタン置換のみで耐震強化を実現。表面加工により瓦の風貌も維持）

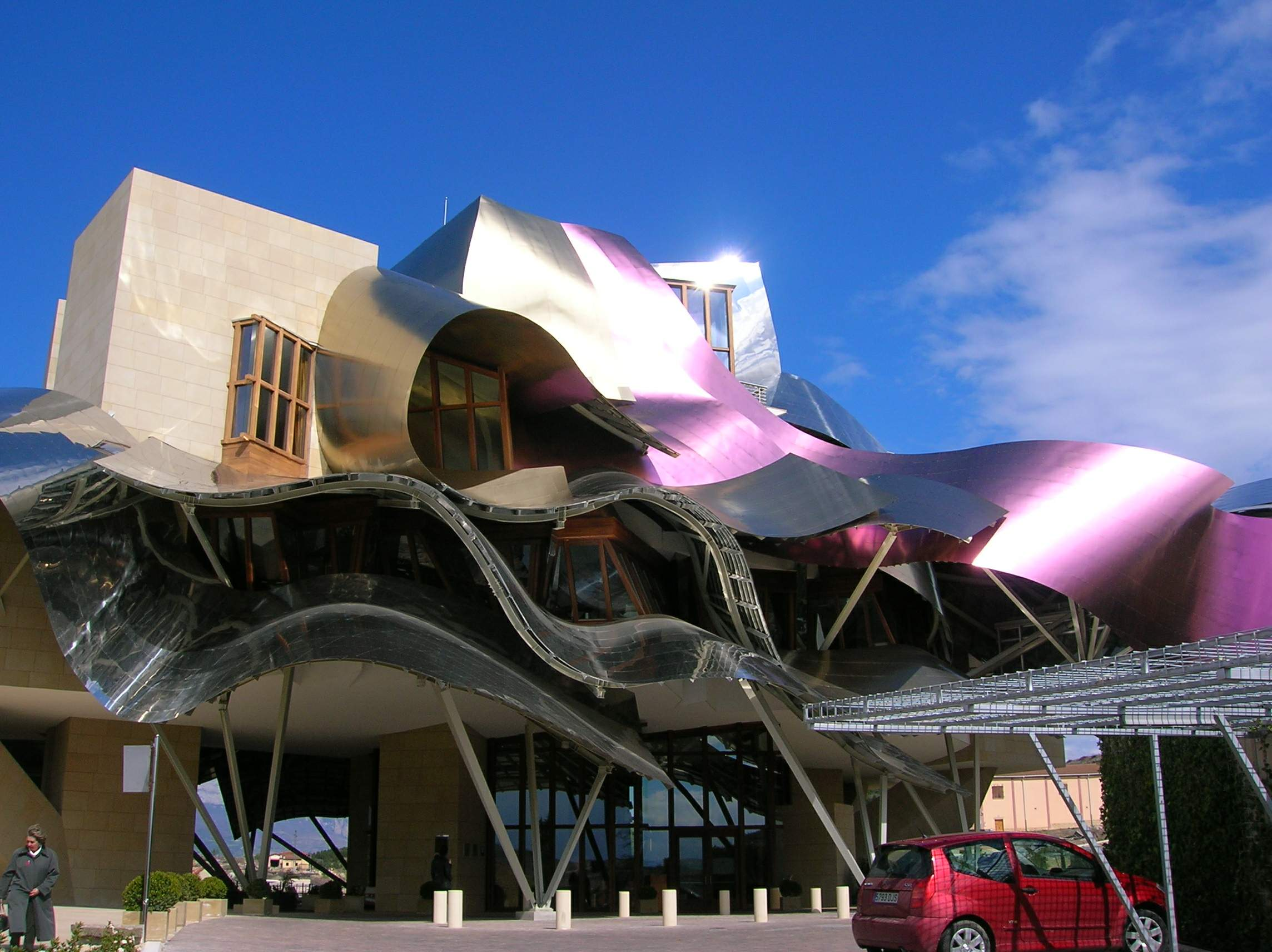
チタン採用事例（Hotel Marques de Riscal）（（3）色彩性能（6）加工性：カラフルなシルク生地のような色合いで赤白ワインを表現）

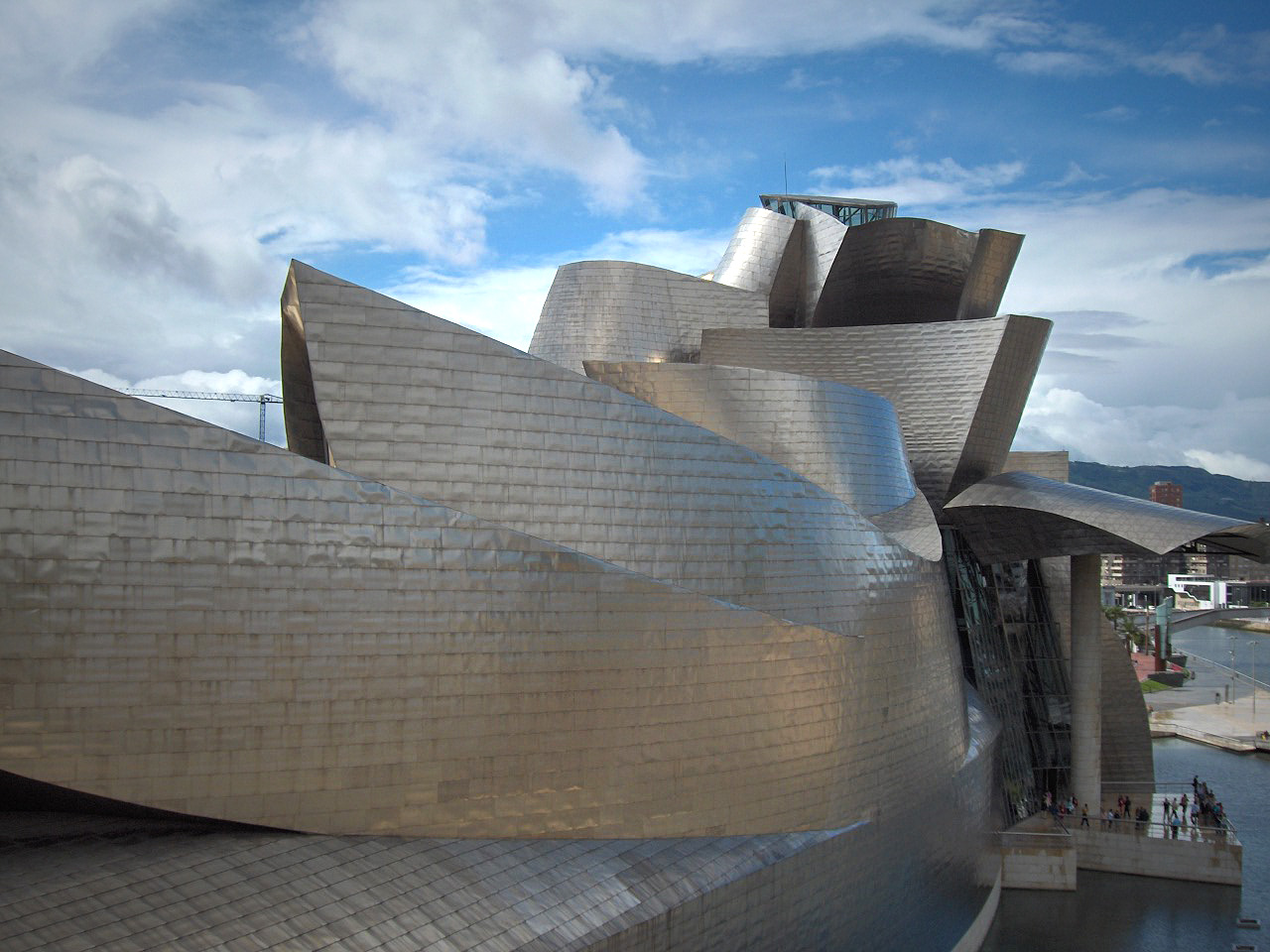
スペインのビルバオ・グッゲンハイム美術館

おもに航空宇宙分野で利用が拡大したチタンは、1970年代になると建材への適用事例が見られるようになった。
チタンの性質である、
1. 耐食性能・耐久性能（理論上、数百年の耐用年数を持つ貴金属並みの耐食性）
2. 軽量性能（既存素材に比べて大幅に軽量化が図れ、建物全体として耐震強化が可能。例：土瓦からチタン製への置換で10分の1に近い軽量化）
3. カラフルな色彩・光沢（酸化皮膜の屈折率の違いによる独特な発色）
4. その表面加工による意匠性の高さ（金・銀発色から苔や木皮などに似せた光沢を抑えた渋みまで表現）
5. 環境適合性（他金属素材と異なり自然界に流出しない）
6. 加工性のよさ（表現できる幅が鉄鋼よりも広い）
7. 汚れの付着しにくさ
8. 非磁性などが、従来素材と比較して、メンテナンスの大幅軽減を見込め、中長期で経済的であること

が評価されるようになったことが要因である。
初期は海浜地区などの厳しい腐食環境での適用といった、1.耐食性能に着目した適用が中心だった。臨海部立地の施設・社屋・公共施設への採用が目立った（名古屋港水族館、フジテレビ本社ビル、JR函館駅、石川県内灘町役場など）。
1990年代後半以降、徐々にその他の性能が評価されての適用事例も増えてきた。とりわけ、2. 軽量性能（土瓦をチタン置換し耐震強化。例：浅草寺）、3. カラフルな色彩・光沢、4. 意匠性の高さ、5. 環境適合性が注目を集めており、神社仏閣・博物館などの世代を超えて使用する建造物への適用事例が増えている。
1. 耐久性能と組み合わせて検討すると、長期的に見て経済的（ライフサイクルコストの低減が可能）で、長期的な文化財の保全・安全性維持・環境維持に適している。加工性のよさ、多彩な発色で優美な雰囲気を出せることから複雑な伝統的なデザインにも適用されている。
日本の有名寺社では、浅草寺の宝蔵門・本堂・五重塔、金閣寺の茶室、北野天満宮の宝物殿、大徳寺、宮地嶽神社、高野山など、また、博物館では東京国立博物館（昭和館・平成館）、九州国立博物館、奈良国立博物館、島根県立美術館、佐川美術館の事例が上げられる。ほか、福岡ドーム、大分ドーム、東京国際展示場（東京ビッグサイト）などの競技場・展示場への適用も存在する。一部の寺院からは、科学的に解明されていないものの、寺社内のカラスによる鳥害が大幅に減少した、という報告もなされている。
世界では、各国の大規模公共施設（中華人民共和国：中国国家大劇院・杭州大劇院・江蘇大劇院など、中華民国：台北アリーナなど）での事例がある。
チタンの酸化皮膜の成長により屈折率が変化し、表面が変色する現象の克服が建材利用における重要な課題であり、チタンの建材への利用拡大の大きなネックであった。2001年に新日鐵住金が変色現象のメカニズムを解明し、変色の原因となるチタン表層の不純物を取り除く技術を確立した。以降も利用技術の開発が進んでおり、チタンの建材利用の拡大に向け、各社が技術革新を競っている。
後述の宝飾品に関係するが、豊かな色彩などの優れた意匠性から、関連技術・製品群をブランド化する企業が登場している（2017年新日鐵住金：TranTixxiiブランド）。

### 土木

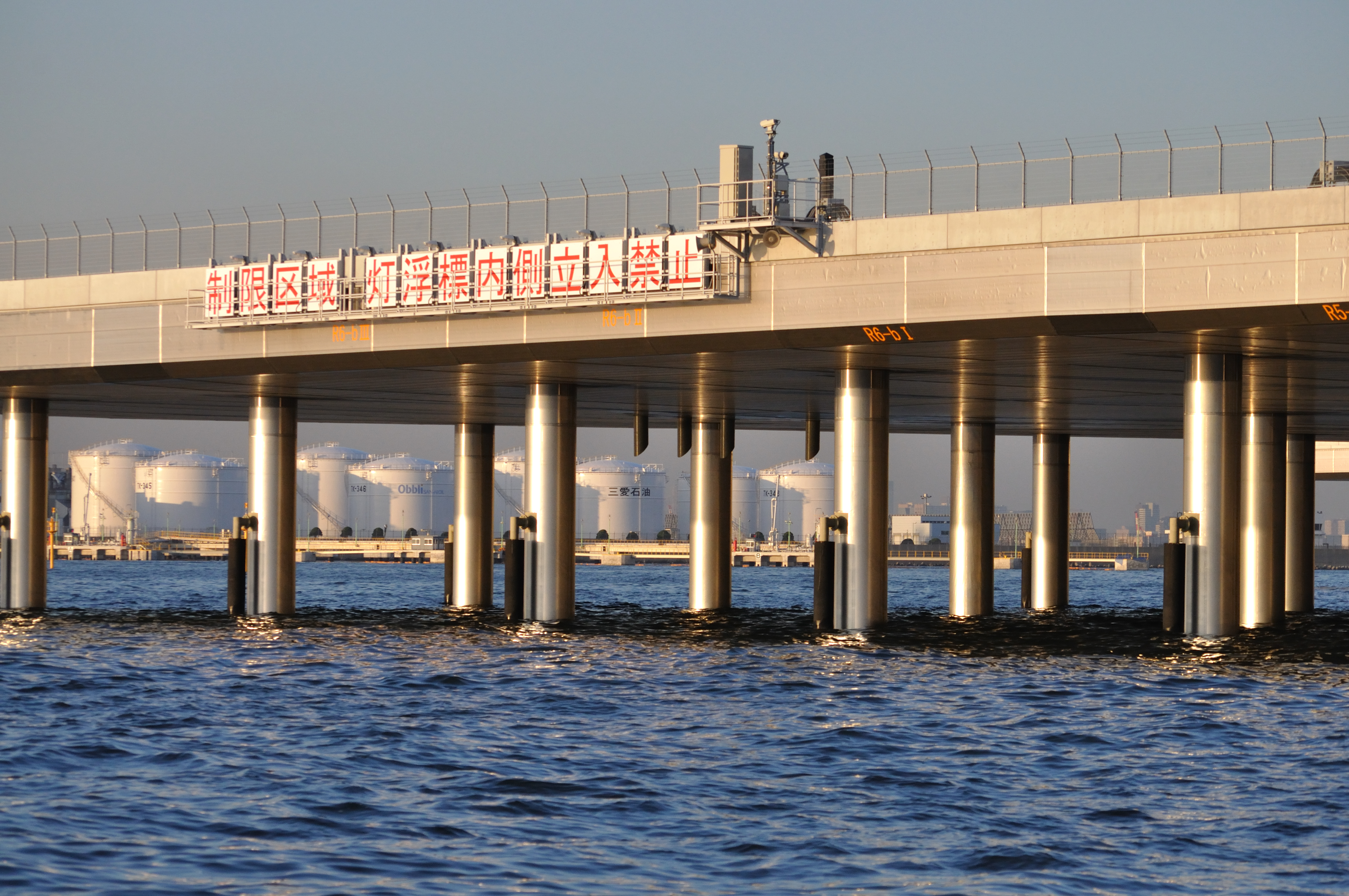
羽田空港D滑走路・橋脚（チタンカバー採用事例）

チタンの優れた耐食性から、橋梁・桟橋などの長期間使用されるインフラストラクチャーにも適用が進んでいる。象徴的な事例として、2011年（平成23年）に竣工した東京国際空港のD滑走路が存在し、桟橋部分の防食カバーにチタンが採用され、海上滑走路の長寿命化・メンテナンス低減に貢献している。

### 塗料・顔料
チタンの約95 %は酸化チタン(IV)として、おもに白色の顔料として絵具や合成樹脂などに使用される。酸化チタン(IV)で作られた絵具は赤外線の反射率が高いため、屋外での絵画の描写に向いているほか、セメントなどにも使用される。また光触媒としての性質を持ち、光を吸収して有機物を分解する。この性質によって、光のあたる場所では有機物による汚れが分解されるために白さが長く保たれる。しかし有機系の色素や合成樹脂も分解してしまうため、これらと混ぜて利用するのは難しい。絵具に使われるようになったのは1920年代以降であるため、絵画の鑑定において含有の有無が判断材料となる。

### 紙

陽極酸化技術により制御可能なチタンのカラーバリエーション

酸化チタン(IV)は紙に織り込むという方法でも使用される。チタンをパルプに織り込むことで、白く丈夫で薄くて透けない良質の紙を作ることが可能となった。一方で、金属化合物であるため重くなる。広辞苑など、長期にわたって使用される分厚い書籍に利用されるようになっている。

### 宝飾品・硬貨・メダル・芸術作品

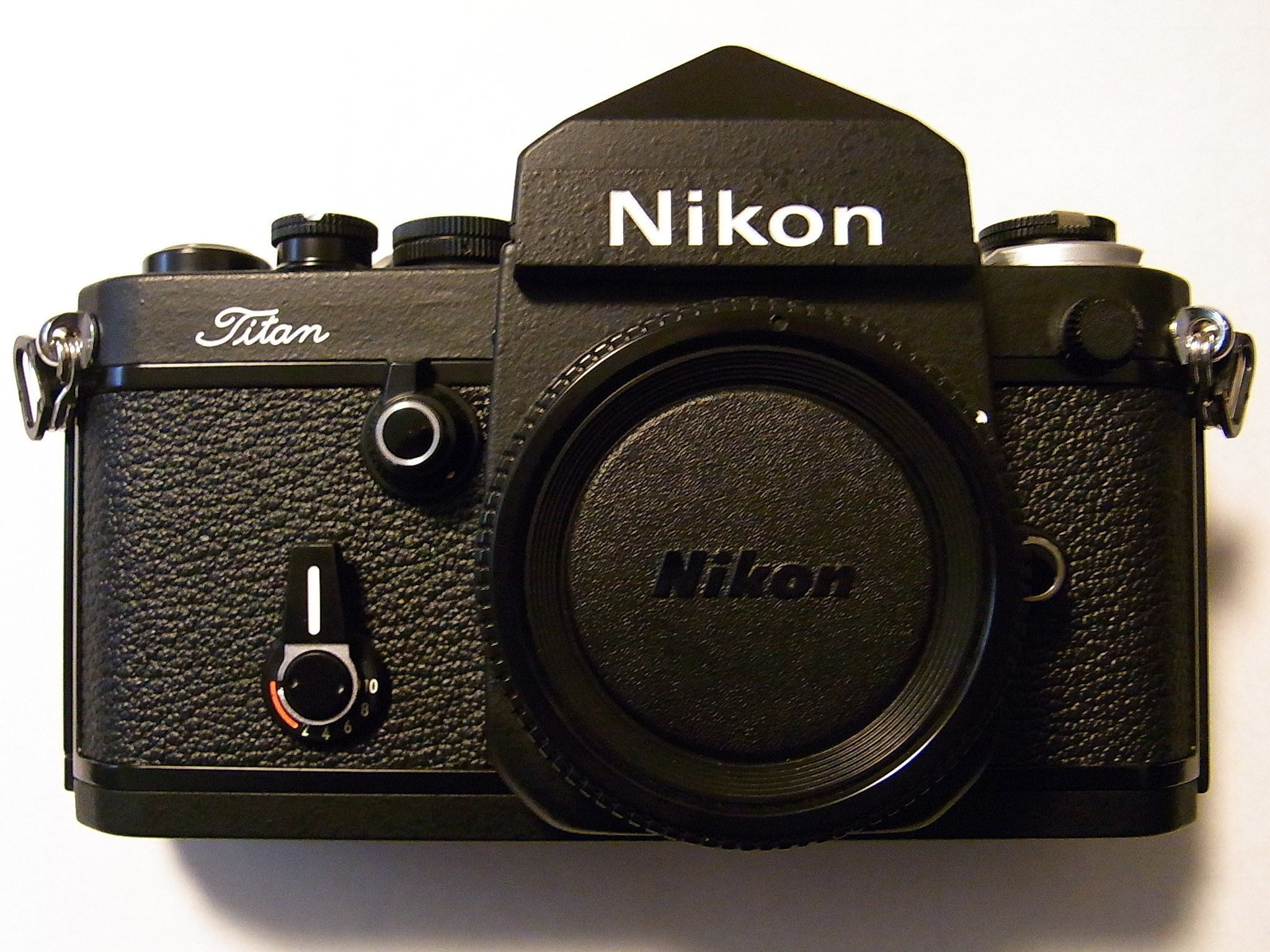
ニコンF2チタン

チタンの優れた耐久性・耐食性に加え、酸化皮膜の制御によってさまざまな色合いを発色でき、表面加工により光沢を自在にコントロールできることから、デザインジュエリーへの採用例が増えている。チタンの生体適合性が、金属アレルギーを発生させないため、アレルギー体質を持つ購入者の支持を集めているほか、チタンの優れた耐食性が海水の腐食環境に影響されないため、マリンスポーツの愛好家にも注目され始めている。
チタンの耐久性・耐食性に加え、軽量性・耐デント性から、カメラや時計ケースへの適用も増えている。また、一部のアーティストによる彫刻・装飾・家具などの例が散見されるようになってきた。また、硬貨やメダルとして使用する事例も少数ではあるが存在する。1999年に英領ジブラルタルのミレニアム記念硬貨として世界初のチタン硬貨が発行されたほか、オーストラリアのラグビーリーグ球団が、自球団の選手の表彰に純チタンメダルで表彰した事例がある。
日本では、国宝級の伝統技術の中でもチタンの特性に着目する例があり、江戸時代由来の歴史的金属製品である明珍火箸が代表的である。

### 医療品（義手・義足・人工骨・インプラント）
チタンは、高い耐食性から自然界に流出しない環境負荷の低い金属であるが、この性能は人体に対しても同様であり、生体適合性に優れた金属であるといえる。義手・義足・人工骨・インプラントなどの人体に接触面を持つ医療器具に適用されており、今後技術開発が期待される用途である。

### スポーツ用品
チタンの持つ軽量性と高強度を合わせもつ性能から、スポーツ用品にも多く適用されている。特に、ゴルフクラブ、スキーストック、テニスラケットなどが有名であり、スポーツ用品メーカー各社から製品が発売されている。

### 調理器具・食器
チタンは、軽量性、高い耐食性からの長寿命性・低流出性に加え、低比熱・低熱伝導性から熱を遮断する特性も有している。この特性に着目して高価格帯の製品を中心に調理器具・食器などで用いられる事例が増えている。チタン製刃物、チタン製タンブラーなどのほか、アウトドア用の調理器具・食器類が代表的である。

### 核廃棄物貯蔵施設
チタンの優れた耐食性から、核廃棄物の長期保管用のコンテナへの適用の研究も進んでいる。コンテナは製造工程で現在は避けられない欠陥を最小化した条件下だが、理論上10万年以上の保管を視野に入れている研究もある。既存のコンテナの外側を包むことで長寿命化するタイプも研究されている。

### その他
また、ほかにも以下の用途などに使用されている。
- 海水への耐蝕性から、海水の淡水化プラントにおける熱交換器で利用される。
- イオン化しにくいために金属アレルギーを引き起こしにくいことから、ピアスなどの装身具の材料として利用される。
- 健康器具を兼ねたネックレスなどのアクセサリーの材料としての利用。
- 軽量でさびにくく高強度であることから、チタンジルコニウム合金の刃物として利用される。
- 酸化しにくい特徴を生かし、腕時計の腕に接する面での利用。
- ヨーヨーとしての利用。
- 形状記憶合金の材料としての利用。
- ニオブなどとの合金による超伝導素材。
- チタン酸バリウムあるいはチタン酸ストロンチウムは、その高誘電率により電子材料（積層セラミックコンデンサ）に用いられる。
- チタン酸ストロンチウムは高屈折材料として人工宝石や光学材料に用いられる。
- 塩化チタン(IV)はガラスの着色や、高湿度の空気中で発煙する性質を利用して煙幕や空中文字へ利用される。
- 酸化チタン(IV)の皮膚を保護する性質から日焼け止め剤として利用される。
- 酸化チタン(IV)は光触媒作用により有機物を分解するため、便器の表面に利用される。
- オレフィン重合に関わるチーグラー・ナッタ触媒としての利用。
- チタン板をガスバーナーで熱するなど加工することによる、美術品の作成[18]。
- 真空の質を向上させる際には真空槽内部に蒸着し、酸素などの活性ガスを化学的に吸着する目的で用いられる（ゲッターポンプ）。
- 2016年ごろから、クレジットカードのプラチナカードに使われている[19]。
- スマートフォンやスマートウォッチのフレームやケースにチタンを採用[20][21]。

### チタン製品例の一覧

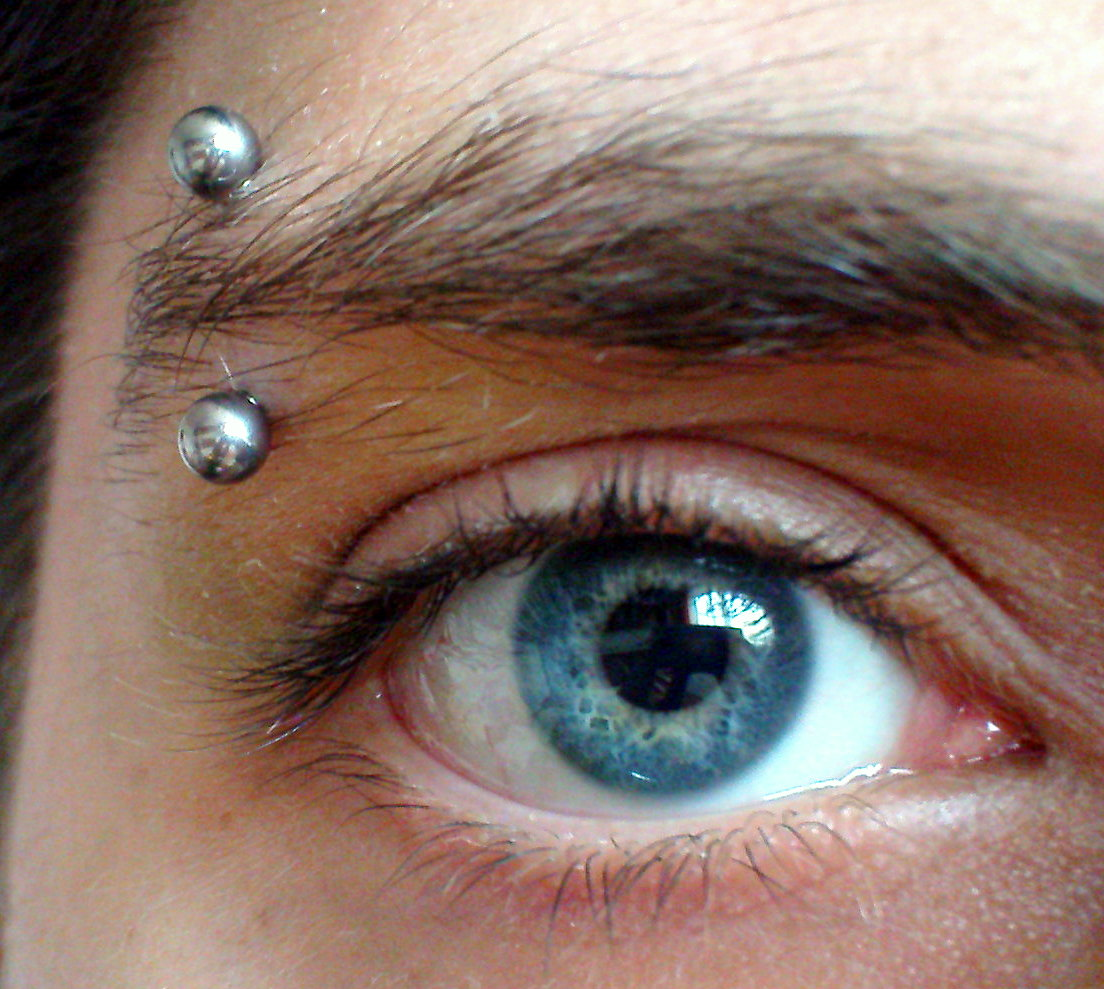
チタン製のピアス。金属アレルギーを起こしにくく、銀などの貴金属と比べると頑丈で安価なチタンは、常時身につけるタイプの装身具の材料として人気がある。
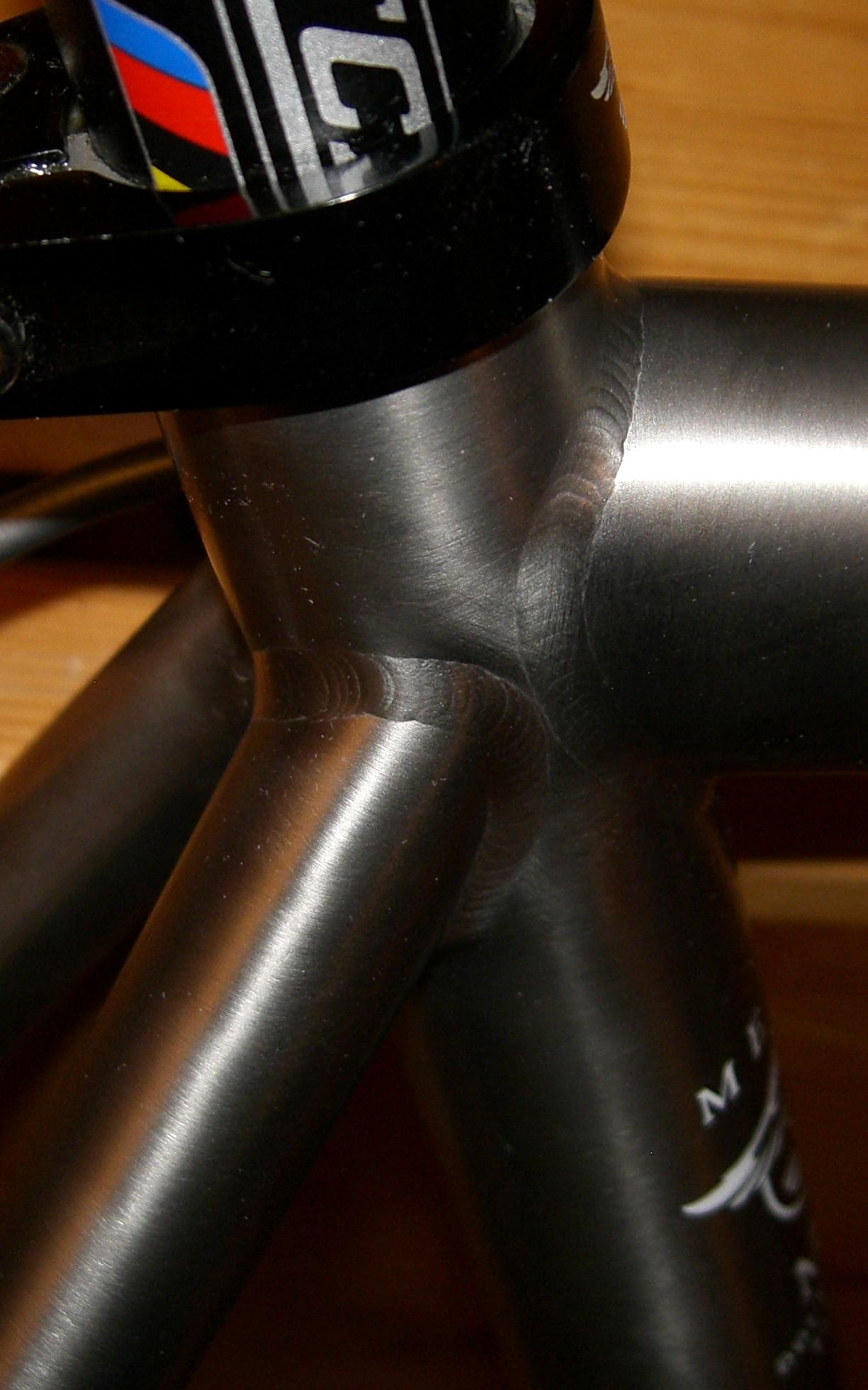
チタン製の自転車のフレーム
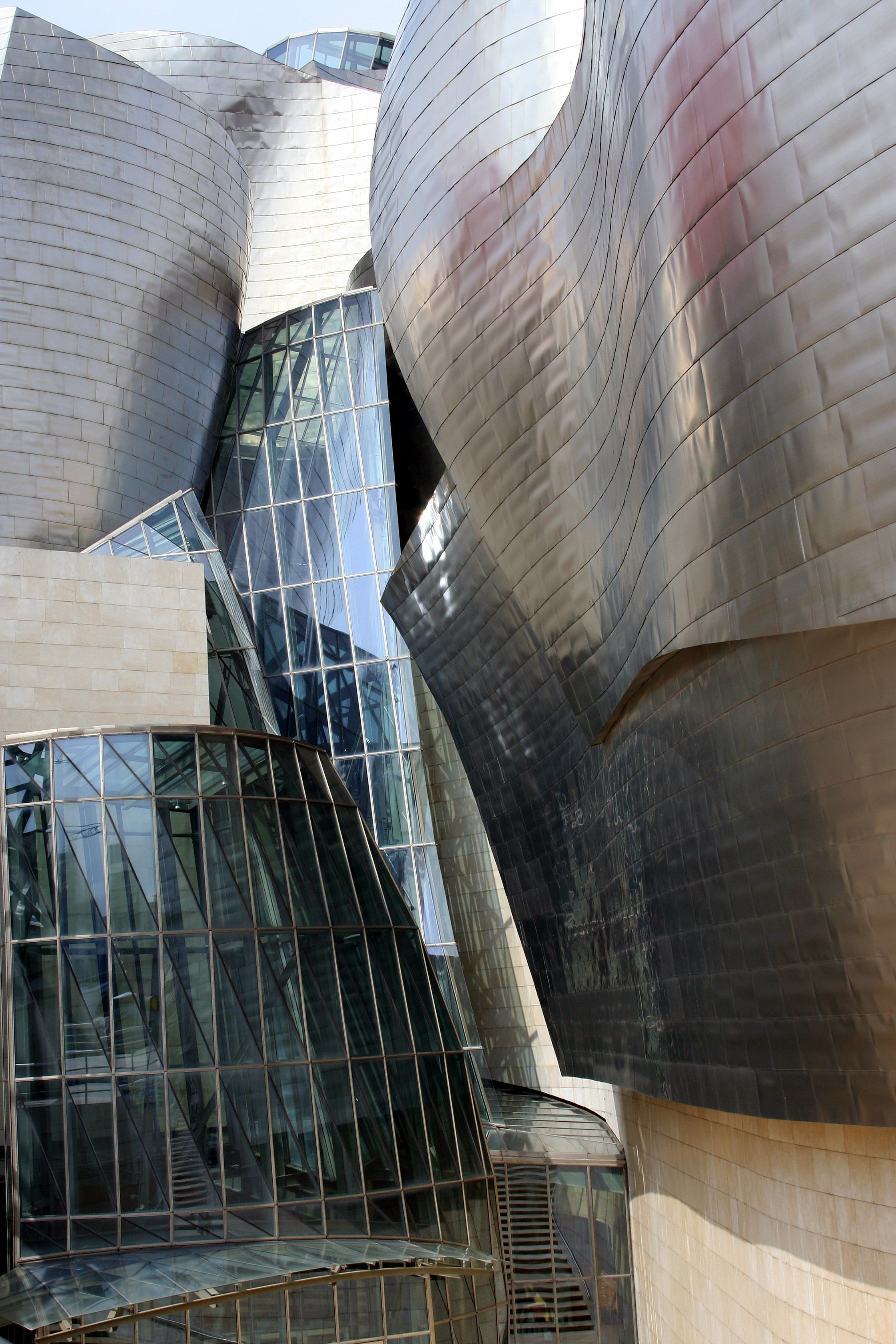
ビルバオ・グッゲンハイム美術館。ガラス以外の部分はほとんどがチタンの板で作られ、平らな面が一切ない。脱構築主義建築の傑作。
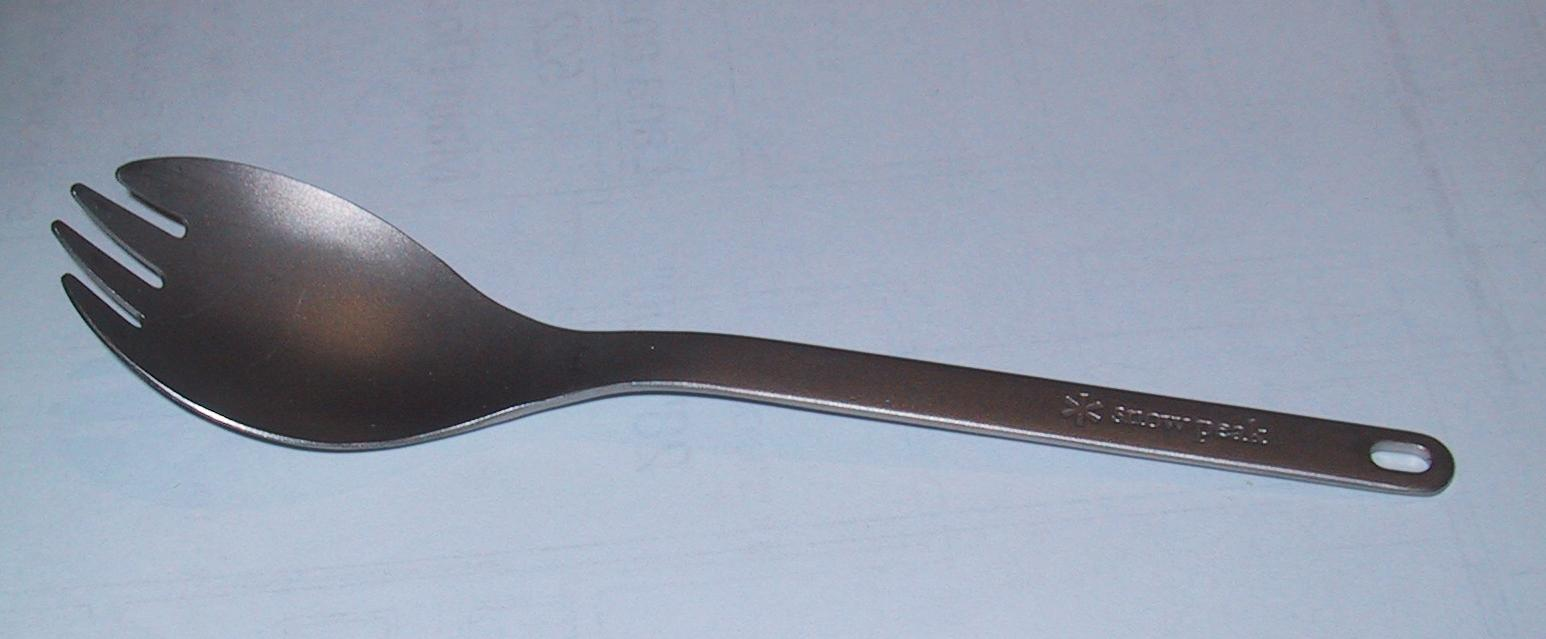
チタン製のスプーン。鋼鉄製よりも軽い。
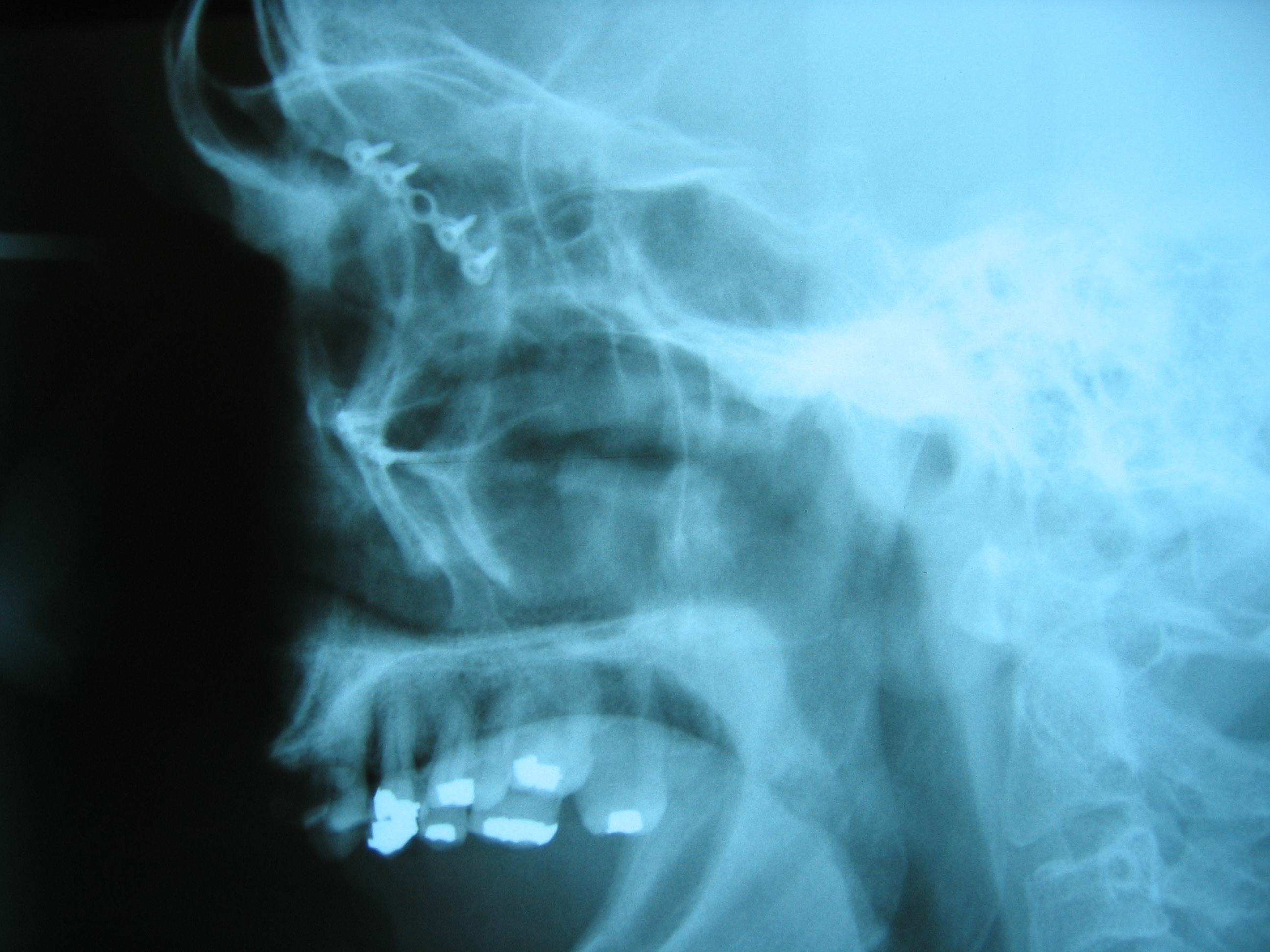
人間の頭蓋骨のX線写真。骨折を治療するために、眼窩の部分にチタン製のプレートとネジが埋め込まれている。
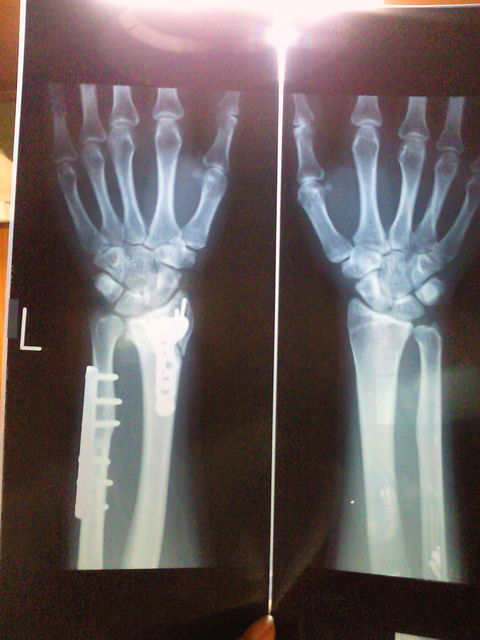
左腕にプレートが埋め込まれているのがはっきりとわかる。右腕は比較用。
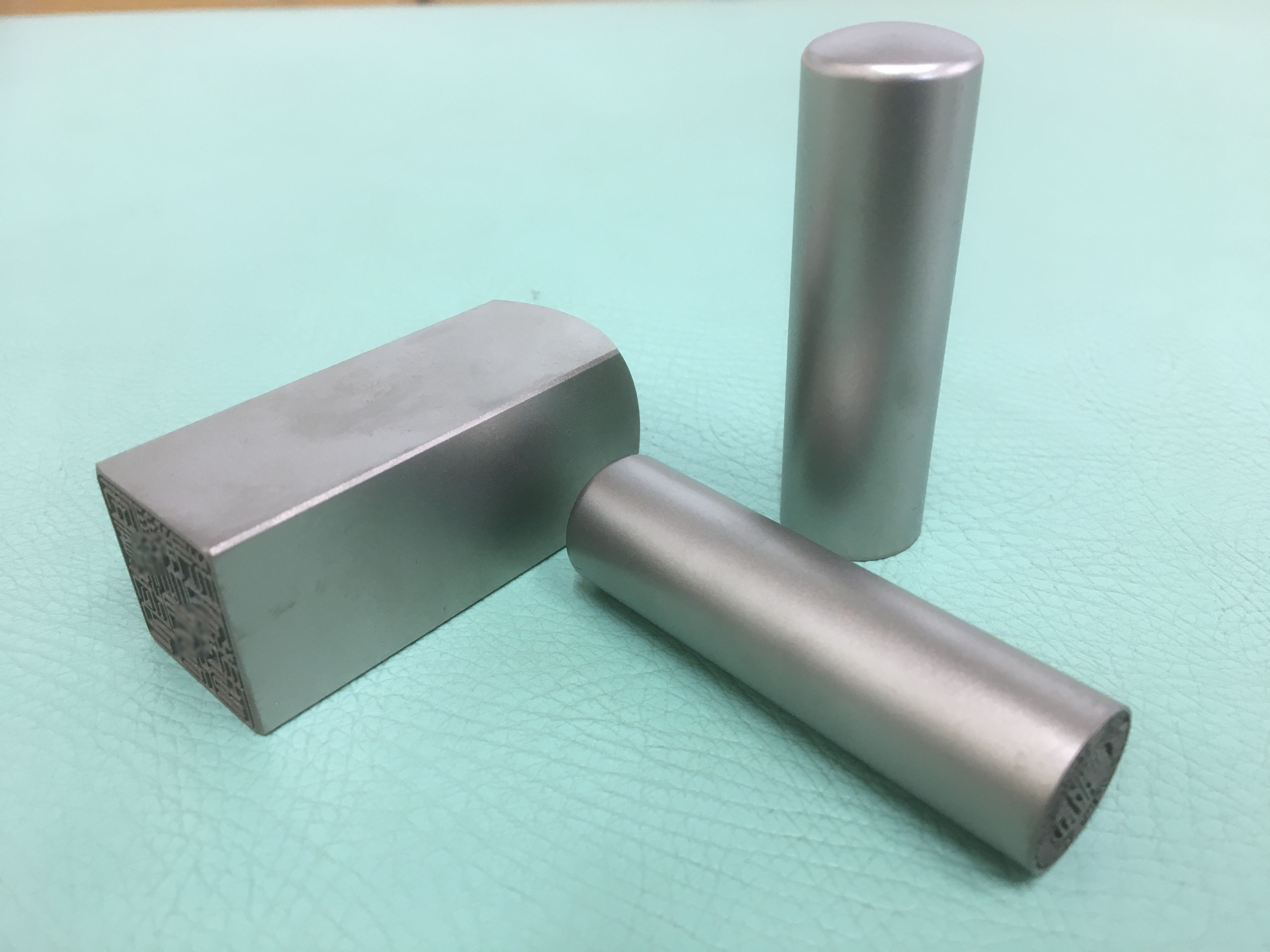
チタン製の印鑑

## 歴史

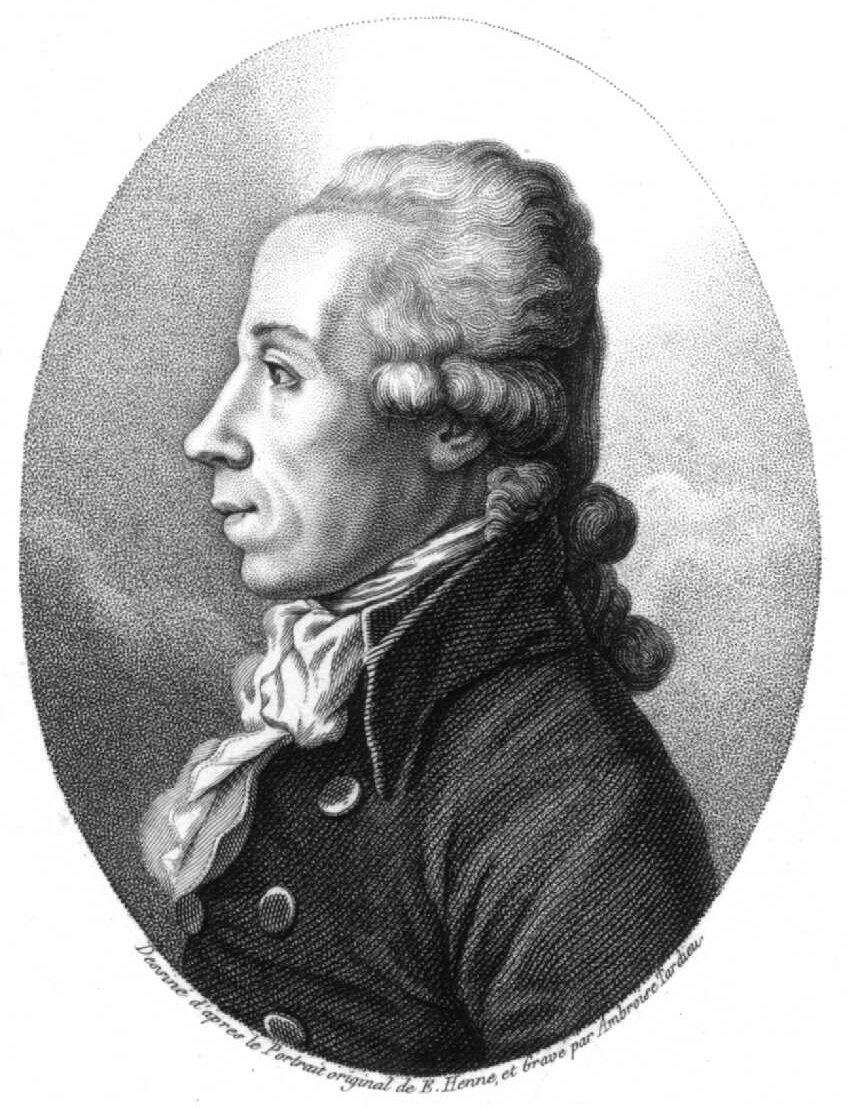
マルティン・ハインリヒ・クラプロート

イギリス帝国で1791年、聖職者のウィリアム・グレゴールが彼の教区内で発見したが、一般的には知れ渡らなかった。ほぼ同じ時期にミュラー・フォン・ライヒェンシュタインが同様の物質を作ったが、彼はそれをチタンと特定できなかった。
1795年にはプロイセン王国のマルティン・ハインリヒ・クラプロートが、鉱石（ルチルかチタン鉄鉱のどちらかであるが、いずれかははっきりしていない）から独自に再発見した。しかしこのころは、まだチタンを単体として分離する手法が存在しなかった。
チタンの発見から100年以上経た1910年、ニュージーランド出身でアメリカの化学者であるマシュー・A・ハンターが、チタンを高純度 (99.9 %) で分離することに成功した。
1946年には、ルクセンブルクの工学者であるウィリアム・クロールがマグネシウムで還元するクロール法を考え出し、さらに高純度のチタンを作り出すことに成功する。
1950年代に、ジェット軍用機の軽量化を目的にアメリカ軍、ソ連軍がそれぞれ採用を開始した。
1950年代から60年代にかけての冷戦で、ソ連はアメリカ軍がチタンを使用することを防ぐための戦術として世界中のチタン市場を買い占めることを試みたが失敗した。また、当時発見されていたチタン鉱脈はほとんど東側諸国であったため、アメリカはチタンをソ連から調達していた。冷戦中ゆえアメリカは偽の会社を設立し、そこを通じてアメリカへ密輸入していた。アメリカ合衆国ではチタンの戦略的な重要性を認識したことから、ボーイング社など旅客機製造でのチタンの商用採用を軍が後押しした（商用財としてチタンを国内に蓄積）。スポンジチタンなどの原材料の国家備蓄も大々的に実施し、冷戦終結まで膨大な規模で維持した（2000年代に廃止）。
核技術の平和利用転換（原子力発電）にともない、核燃料の冷却に大量の海水を用いる必要性から、チタンの持つ高い耐食性が注目され、原子力発電所に大量に使用されることとなった。1970年代には、航空機と原子力といった戦略的に重要な産業がチタンの2大用途となった。
米ソに遅れて日本においても、1951年に大阪特殊製鉄所（現・大阪チタニウムテクノロジーズ）、1953年に東邦チタニウム（日本鉱業〈現・JX〉、第一物産〈現・三井物産〉、石塚家〈大阪特殊製鉄所の創業一族〉の三者合弁）が創業し、1954年には両社ともに小規模ながらスポンジチタン・チタンインゴットの量産体制を確立している。高度経済成長に伴う経済発展、当時の主要用途である原子力発電の拡大に伴って、日本においてもチタンの製造規模を継続的に拡大してきた。同時に、戦後急激に技術革新を進め世界一の技術力を誇るようになった鉄鋼メーカー（新日本製鐵、住友金属工業、神戸製鋼所など）が、保有する設備・技術を活用してチタンインゴットの圧延事業（展伸事業）に参入し、圧延以降の加工・利用技術も飛躍的に発展することとなった。20世紀末までに、日本は米ソと並ぶチタンの生産規模を誇るまでに発展した。中国においても、1960年代に激化した中ソ対立を背景に、軍事を主目的にチタン生産を開始。のちに中国と対立するインドも軍用目的にチタン生産に参入することとなる。
1970年代に、日本において建材などでのチタン民生利用が開始された。従来の伝統的な金属加工の技術を生かし、チタンの民生利用のための加工技術、加工業者群が日本全国に蓄積することとなる（新潟県燕市などが有名）。
2002年に世界初のチタン発色の制御技術が確立（日本・新日鐵住金）。
2005年までに中国におけるチタン生産規模が、日本、米国、旧ソ連圏（ロシア、カザフスタン、ウクライナ）に匹敵する規模にまで拡大。リーマンショックまでの世界経済の持続的発展期に航空機産業の拡大にともない、チタン需要も継続的に拡大した。
2011年に発生した東日本大震災の影響で、世界的に原子力発電所の新設計画が見直され、既設の原子力発電の稼働休止も相次ぎ、原子力発電用のチタン需要が世界的に減少。
2017年にチタン素材で世界初の意匠性・民生利用を全面に出したブランド展開を開始（日本・新日鐵住金）。

## 分布
地球を構成する地殻の成分として9番目に多い元素（金属としてはアルミニウム、鉄、マグネシウムに次ぐ4番目）で、遷移元素としては鉄に次ぐ。普通に見られる造岩鉱物であるルチルやチタン鉄鉱といった鉱物の主成分である。自然界の存在は豊富であるが、さほど高くない集積度や製錬の難しさから、金属として広く用いられるようになったのは比較的最近（1950年代）である。

## 生産

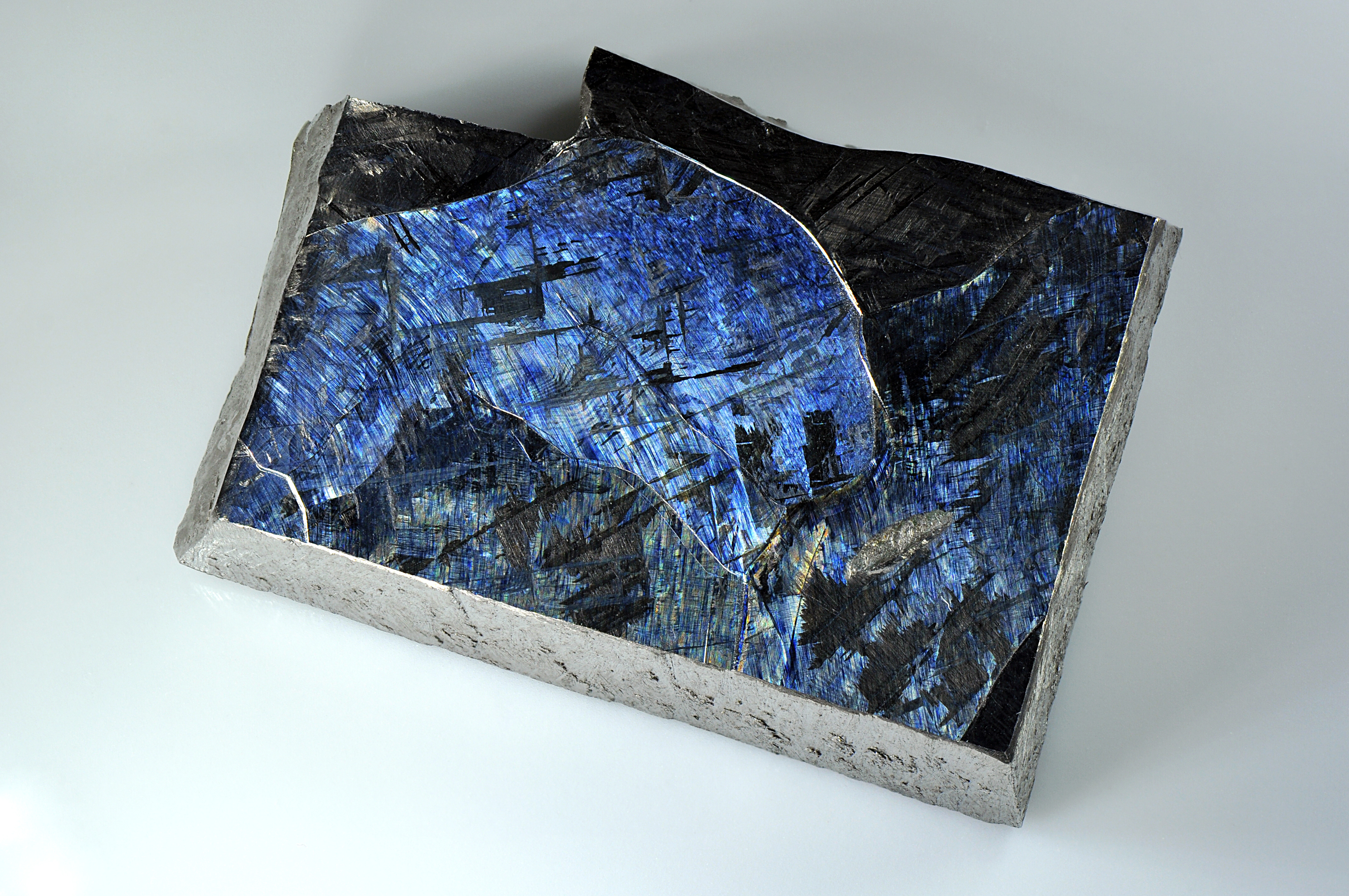
99.999 %の高純度を持つチタンの結晶。目に見える金属組織を持つ。

チタンは地殻中の存在量はかなり多く、金属ではアルミニウム・鉄・マグネシウムよりは少ないが銅・亜鉛・鉛などよりも豊富に存在する。このように豊富なチタンの工業的生産の歴史が浅いのは、チタンが活性な金属で高温になるとルツボや炉の内張りの耐火材料に使われるアルミナ (Al2O3)・マグネシア (MgO)・炭素と反応してしまうためで、なかなか酸化物を還元して純粋なチタン金属を得ることが難しかったためである。
また、酸素と結びつきやすいので、チタン原料の鉱石はすべて酸化物で、チタン単独の酸化物のルチル（金紅石、TiO2）かもしくはこれに酸化鉄が混じったチタン鉄鉱（イルメナイト、FeTiO3）の形になっているものが多い。。
他の形の鉱物では、板チタン石 (TiO2)、灰チタン石（ペロブスカイト、CaTiO3）およびくさび石（チタナイト、CaTiSiO5）などが存在するが、特にチタン鉄鉱とルチルが経済的に重要な役割を持っている。チタンのおもな採掘は、オーストラリア大陸やスカンディナヴィア半島、北アメリカ大陸などであり、1997年におけるチタンの世界のシェアは以下の順になっている。
- オーストラリア - 35.9 %
- カナダ - 21.0 %
- 南アフリカ - 17.9 %
- ノルウェー - 6.1 %

アポロ17号が月面に到着した際に持ち出された岩石から12.1 %の TiO2 が検出されたほか、隕石の中からも検出されており、太陽やM型の恒星にも存在すると考えられている。
チタン製造は、チタン鉱石を輸入してクロール法を用いてチタン金属分（スポンジチタン）を抽出しチタンインゴットを製造する精錬工程と、抽出されたチタンインゴットを用いて、チタン薄板、チタン厚板、チタン棒、チタン線、チタン管などの圧延製品（展伸品）を製造する圧延工程（展伸工程）のおもに2つの工程に分類される。

### クロール法（スポンジチタン製造プロセス）
現在工業的生産がおこなわれている方法は、発明者の名を取って「クロール法」と呼ばれているもので、チタンを塩化物に変えてからマグネシウムで還元するものである。
チタンの鉱石は鉄分を含むものが多いことから、まずアーク炉で鉄分を還元してチタンをスラグ内に濃縮させ銑鉄と分離する。この酸化チタン含有物と炭素分のコークスやピッチを混ぜ合わせた豆炭のような団鉱を、塩化炉で800 °Cに過熱して塩素を入れると、チタンが揮発性の高い塩化チタン(IV)（TiCl4、沸点136 °C）として分離するので、これを蒸留して精製する。
この精製した塩化チタン(IV)を、不活性化ガスで満たされ下部に溶融マグネシウムがある反応室に送り込むと、塩素がマグネシウムと反応してチタンから分離する。単体となったチタンは海綿状に析出し始め、これが集まりスポンジチタンと呼ばれる大きな塊になる。
四塩化チタンの生成{\displaystyle {\ce {TiO2 + 2C + 2Cl2 -> TiCl4 + 2CO}}}
金属チタンへの還元{\displaystyle {\ce {TiCl4 + 2Mg -> Ti + 2MgCl2}}}
このように、チタンの精製はプロセスが複雑で鉄鋼のように連続生産ができないため、製鉄よりも費用がかかり高価になる。なお、真空蒸留によりスポンジチタンから分離された塩化マグネシウムは、塩素とマグネシウムの原料として再利用される。

### チタンインゴット製造プロセス
硬いスポンジ状（というよりは「軽石」といった方が近い）チタンでは板にも線にもできないので、溶かして緻密な鋳塊にする必要があるが、先述のようにチタンは普通に加熱すると真空か不活性化ガス中でも炉の内壁と反応してしまうので、アーク溶接の方法で鋳塊を作る。これを「消耗電極アーク溶解法」という。
まずスポンジチタンをプレスで棒状に固め、これを電極として真空もしくは不活性化ガス中でぶら下げ下面にアークを飛ばすと溶けたチタンの雫が滴り落ちるので、これを反応しないように水冷した銅ルツボで受け止めると、溶融したチタンが固まり鋳塊となる。ただしこの方法では高融点金属や窒化チタンを取り除けないので、不純物を特に嫌うジェットエンジン向け材料などでは2、3度繰り返すか、電子ビーム溶融法など別の溶融方法でインゴットを製造する。

### 世界におけるチタン製造
世界のチタン生産は、米国、ロシアならびにCIS諸国、日本、中国、インドが主要生産国となっており、各々有力企業が存在している（米国：AllegenyTechnology、TIMET、ロシア:VSMPO、中国：宝鶏など）。

### 日本におけるチタン製造
チタン製造は、チタン鉱石を輸入してクロール法を用いてチタン金属分（スポンジチタン）を抽出しチタンインゴットを製造する精錬工程と、抽出されたチタンインゴットを用いて、チタン薄板、チタン厚板、チタン棒、チタン線、チタン管などの圧延製品（展伸品）を製造する圧延工程（展伸工程）のおもに2つの工程に分類される。一般的に後者の工程を経て、プレス加工・切削加工などが行われ成形が施されたあと、最終製品として完成されることとなる。
日本では、前者の精錬工程の企業としては、東邦チタニウム、大阪チタニウムテクノロジーズなどの専業メーカーが代表的であり、後者の圧延工程の企業としては、日本製鉄、神戸製鋼所などの鉄鋼で世界有数の製造設備・圧延技術・加工技術・研究組織を有するメーカーが、技術的・コスト的優位性から代表的である。
戦後の米ソ冷戦構造のなか、軍拡競争を通じ、米国とソ連においてチタンの軍事利用技術が飛躍的に進歩したが、日本においては、米国からの統制下、航空機とならびチタンの製造も禁止されていた時期が長く続いた。チタンの軍事利用技術は、おもに構造物に利用するチタン合金であり、米国・ソ連が当該技術を中心に研究開発を進める一方、軍事に適さない純チタンの利用技術が日本の技術開発の中心であった。冷戦後の現在も、歴史的経緯からおおむねこのような構図が現在に引き継がれており、世界のチタン製造は、軍事利用メインの米国・ロシア・中国と、民生利用メインの日本を中心に占められている。
チタン非軍事利用、民生・意匠利用（建材・土木・日用品など）は、日本の技術開発が各国に比べて比較的進んでおり、当該技術を生かした製品の輸出も活発である（日本発の独自素材といえる）。

## 化合物
化合物中の原子価は+4価がもっとも安定であり、+2価および+3価のものも存在するが酸化されやすい。
- 酸化チタン(II) (TiO)
- 酸化チタン(IV) (TiO2) - 結晶にはルチル、アナターゼ、ブルッカイト型がある。白色顔料、光触媒としても注目されている。
- 炭化チタン (TiC)
- 窒化チタン (TiN)
- 塩化チタン(III) (TiCl3)
- 塩化チタン(IV) (TiCl4) - 三塩化チタン、四塩化チタンともにチーグラー・ナッタ触媒として使われる。
- NiTi - 代表的な形状記憶合金
- チタン酸バリウム (BaTiO3)

## 同位体
チタンは5つの安定同位体を持つが、その中でも 48Ti がもっとも多く地球上に存在し、不安定同位体を含めたチタンの同位体は、39.99から57.966までの質量範囲（原子質量単位）を持つ。